# Dépôt de munitions de Cobasna
Le dépôt de munitions de Cobasna est un grand dépôt de munitions situé dans le village de Cobasna (en). Légalement et internationalement reconnu comme faisant partie de la Moldavie dans son ensemble, l'État sécessionniste non reconnu de Transnistrie contrôle le village et le dépôt de munitions et a refusé l'accès aux observateurs internationaux, une exception étant les forces militaires de maintien de la paix de la Russie situées dans la région depuis la fin de la guerre de Transnistrie en 1992. Actuellement, l'accès des civils au dépôt de munitions est restreint et seules les autorités russes et transnistriennes disposent d'informations détaillées concernant la quantité et la situation des armes stockées. Le dépôt de munitions a été créé dans les années 1940, lorsque la Transnistrie faisait partie de l’Union soviétique (URSS). À l'époque, il avait une valeur stratégique importante.
Le dépôt de munitions de Cobasna a été désigné comme l'un des plus grands sinon le plus grand dépôt de munitions d'Europe de l'Est et contient jusqu'à 20 000 tonnes d'armes de l'ère soviétique de la 14e armée de la Garde de l'URSS et aussi des anciens États de Tchécoslovaquie et d'Allemagne de l'Est. Actuellement, il est gardé par environ 1 500 soldats russes. Depuis le conflit entre la Russie et l'Ukraine, il y a eu une détresse croissante en Moldavie pour le dépôt de munitions de Cobasna, certains pensant que les armes qui s'y trouvent pourraient être utilisées dans un futur conflit militaire potentiel. De plus, l'Académie des sciences de Moldavie a déterminé qu'une explosion des armes situées dans le dépôt de munitions, qui ont dépassé depuis longtemps leur date de péremption, équivaudrait aux bombardements atomiques d'Hiroshima et de Nagasaki. L'inquiétude suscitée par un tel événement s'est accrue à la suite de l'explosion de Beyrouth en 2020.
Il y a eu plusieurs tentatives et appels pour retirer à la fois les armes du dépôt de munitions de Cobasna et les soldats russes de Transnistrie. Lors du sommet d'Istanbul de 1999 (en), la Russie avait promis de retirer complètement ses armes et ses soldats. Quelques progrès ont été réalisés, mais à la suite d'une demande des autorités transnistriennes demandant à la Russie de maintenir son armée, le processus s'est arrêté en 2003. Ainsi, à ce jour, la Russie maintient sa présence militaire en Transnistrie et dans le dépôt de munitions, la Russie ayant été accusée d'utiliser ce dernier comme méthode de chantage géopolitique contre la Moldavie.
La Moldavie continue d'insister sur la nécessité d'évacuer les armes de Cobasna, les déclarations officielles les plus récentes venant de Maia Sandu, l'actuelle présidente de la Moldavie, et ayant été faites aussi récemment qu'en 2021. En fait, le 11 août de la même année, Sandu a rencontré le chef d'état-major adjoint du Kremlin de Russie Dmitri Kozak et a discuté de plusieurs questions importantes dans les relations bilatérales entre les deux pays, y compris le conflit de Transnistrie et la situation du dépôt de munitions de Cobasna. Concernant ce dernier, Kozak s'est montré disposé à coopérer avec la Moldavie pour détruire les armes du dépôt et a déclaré qu'il était dans l'intérêt de la Russie de le faire. Le président de Transnistrie de l'époque, Vadim Krasnosselski, a également exprimé son soutien à l'initiative.
Le 27 avril 2022, le ministère de l'Intérieur de Transnistrie (en) a signalé que des drones avaient survolé Cobasna et que des coups de feu avaient été tirés sur le village. Le ministère a affirmé que les drones venaient d'Ukraine. Plusieurs attentats avaient récemment eu lieu en Transnistrie à l'époque. Ils se sont produits lors de l'invasion russe de l'Ukraine en 2022 et peuvent avoir été une opération sous fausse bannière de la Russie ou de la Transnistrie elle-même.